# Anni 990
Gli anni 990 sono il decennio che comprende gli anni dal 990 al 999 inclusi.

## Personaggi
Nel 996 muore il re di Francia Ugo Capeto, capostipite della dinastia dei Capetingi. Il suo successore fu Roberto II